# Kvarnkärret
Kvarnkärret ist ein Moor auf der schwedischen Ostseeinsel Öland.
Das flache Niedermoor erstreckt sich entlang der Landstraße 136 südlich von Kastlösa. Östlich und nördlich erstreckt sich das Stora Alvaret.
Im Moor bestehen deutliche Verlandungstendenzen. So ging in den letzten Jahrzehnten des 20. Jahrhunderts der Anteil offener Wasserflächen zurück. Es dominieren dichter werdende Bestände von Steifer Segge. In Richtung des Alvars geht das Moor in Vätar über. Hier herrschen Skorpionmoos und Einspelzige Sumpfbinse vor. An der Ostseite des Gebiets rückt ein Birkenwald vor, der sich auf den mit Strauchfingerkraut bewachsenen Böden angesiedelt hat.
Die Zahl der vorkommenden Vogelarten ist von der Wassersituation abhängig. Knäkente, Trauerseeschwalben und Kampfläufer können in nassen Frühjahren beobachtet werden.